# 里尔都会公共交通

里爾的地鐵和輕軌路線圖

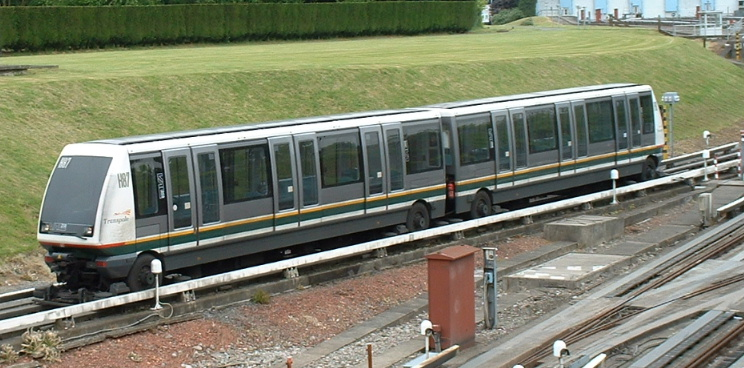
Val-208型車輛

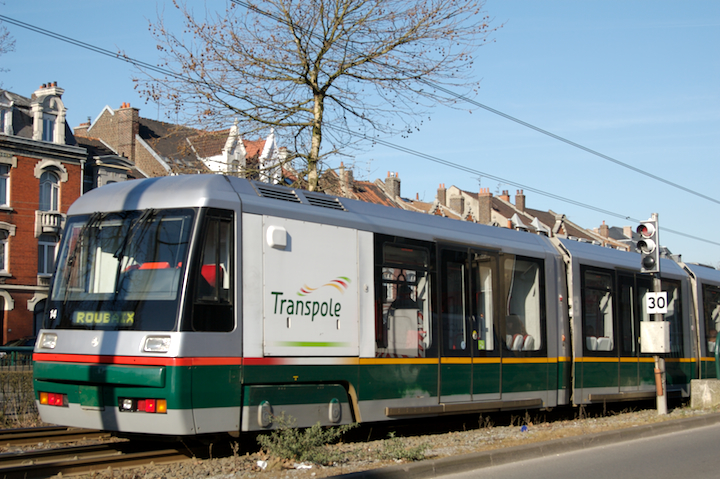
輕軌車輛

Ilevia是里爾都市圈的大眾運輸系統，該都市圈是由法國北部省的里尔及其周邊城市所組成。該系統包含了公車、輕軌以及無人駕駛的地鐵。
身為Keolis的子公司，Ilevia是法國最大的私營運輸機構。Keolis的70%的股份由法國國家鐵路持有，另外的30%由魁北克儲蓄投資集團持有。
2019年1月，該公司將名稱從「Transpole」改為「Ilevia」。

## 營運狀況

### 旅客流量
| 年份     | 2007   | 2008   | 2009   | 2010   | 2011   | 2012   | 2013   | 2014   | 2015   | 2016   | 2017   |
| 年旅客量 | 1.35億 | 1.44億 | 1.52億 | 1.54億 | 1.62億 | 1.69億 | 1.69億 | 1.71億 | 1.75億 | 1.79億 | 1.87億 |

## 企業標誌

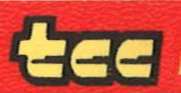
1989至1994
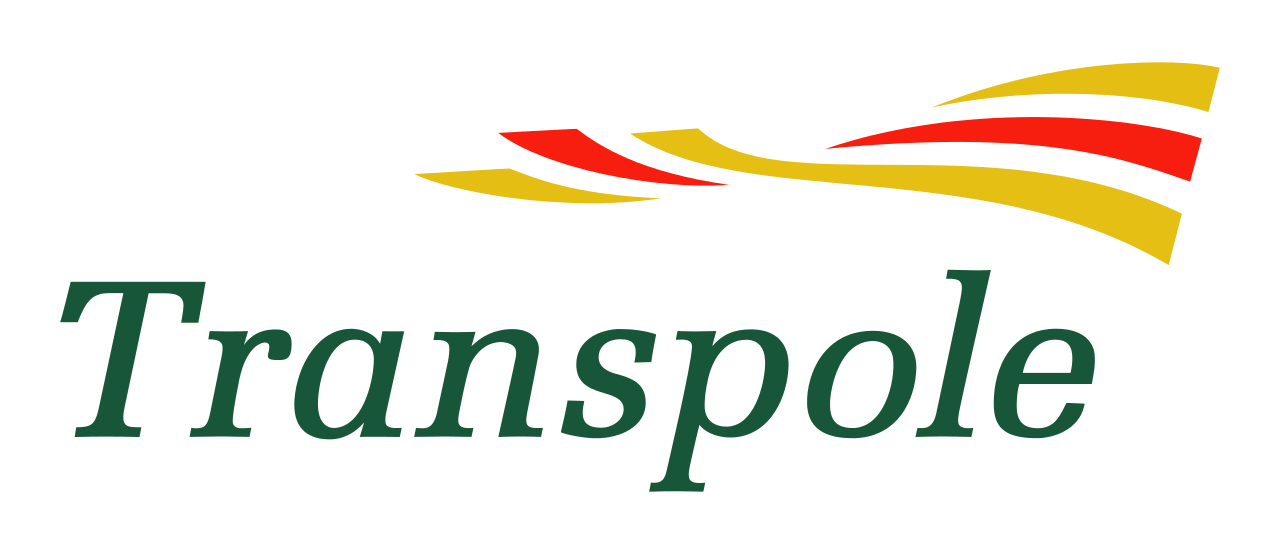
1994至2004
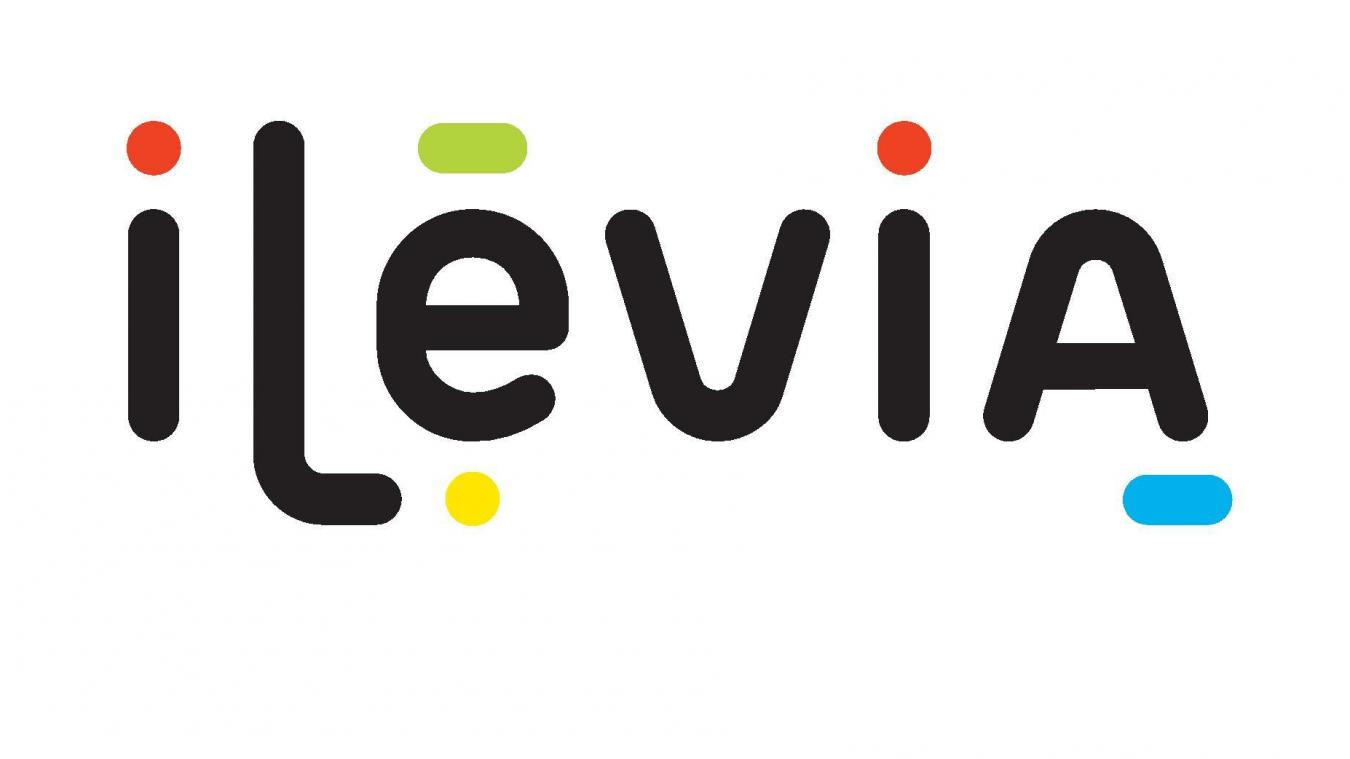
2019年1月28日開始使用